# People Got to Be Free
People Got to Be Free är en soulpoplåt komponerad av Felix Cavaliere och Eddie Brigati, som utgavs som singel 1968 av musikgruppen The Rascals, i vilken Cavaliere och Brigati var medlemmar. Låttexten propagerar starkt för tolerans, frihet och enhet. Den var också en reaktion på mordet på Robert Kennedy. Låten låg fem veckor på förstaplatsen på Billboard Hot 100-listan, och sålde sedermera guld i USA. Låten medtogs på albumet Freedom Suite 1969. 

## Listplaceringar
| Lista (1968)  | Position                              |
| ------------- | ------------------------------------- |
| Australien    | 10 (Go Set)                           |
| Finland       | 26                                    |
| Kanada        | 1                                     |
| Nederländerna | 8                                     |
| Nya Zeeland   | 14                                    |
| Sverige       | - (Testad på Tio i topp, ej inröstad) |
| USA           | 1                                     |